# Кінг-Сіті (Орегон)
Кінг-Сіті (англ. King City) — місто (англ. city) в США, в окрузі Вашингтон штату Орегон. Населення — 5184 особи (2020).

## Географія
Кінг-Сіті розташований за координатами 45°24′2″ пн. ш. 122°48′22″ зх. д. / 45.40056° пн. ш. 122.80611° зх. д. (45.400453, -122.806102).  За даними Бюро перепису населення США в 2010 році місто мало площу 1,86 км², уся площа — суходіл.

## Демографія
Згідно з переписом 2010 року, у місті мешкало 3111 особа в 1735 домогосподарствах у складі 729 родин. Густота населення становила 1670 осіб/км².  Було 1920 помешкань (1030/км²).
Расовий склад населення:
| - 89,0 % — білих - 5,2 % — азіатів - 1,8 % — чорних або афроамериканців - 0,4 % — корінних американців - 0,3 % — вихідців з тихоокеанських островів - 1,3 % — осіб інших рас |

До двох чи більше рас належало 2,1 %. Частка іспаномовних становила 4,5 % від усіх жителів.
За віковим діапазоном населення розподілялося таким чином: 13,0 % — особи молодші 18 років, 39,0 % — особи у віці 18—64 років, 48,0 % — особи у віці 65 років та старші. Медіана віку мешканця становила 63,9 року. На 100 осіб жіночої статі у місті припадало 61,8 чоловіків;  на 100 жінок у віці від 18 років та старших — 58,4 чоловіків також старших 18 років.
Середній дохід на одне домашнє господарство  становив 61 504 долари США (медіана — 45 283), а середній дохід на одну сім'ю — 72 263 долари (медіана — 67 147). За межею бідності перебувало 7,7 % осіб, у тому числі 10,3 % дітей у віці до 18 років та 5,7 % осіб у віці 65 років та старших.
Цивільне працевлаштоване населення становило 1205 осіб. Основні галузі зайнятості: фінанси, страхування та нерухомість — 15,6 %, освіта, охорона здоров'я та соціальна допомога — 15,5 %, роздрібна торгівля — 14,6 %.